# Blood Money (Mobb-Deep-Album)
Blood Money ist das siebte Studioalbum des amerikanischen Rap-Duos Mobb Deep. Es erschien im Mai 2006 über G Unit Records.

## Bedeutung
Im Jahr 2005 wurde Mobb Deep von 50 Cent und seinem Label G-Unit Records unter Vertrag genommen. Blood Money war das erste Album für das neue Label. Viele Fans nahmen die Veränderung anfänglich kritisch auf, da sie befürchteten, dass sich Mobb Deep zu sehr Richtung Mainstream entwickeln und ihren Sound der Musik der G Unit anpassen würden und damit sich und ihren „Streetsound“ verkaufen würden.

## Features und Produzenten
Produziert wurde das Album größtenteils von Bandmitglied Havoc. Allerdings gab es auch Gastproduktionen von Produzentengrößen wie Dr. Dre, Jonathan Rotem oder The Alchemist. Als Features sind bis auf Nate Dogg und Mary J. Blige nur Rapper der G Unit vertreten.

## Erfolge
Das Album erreichte Platz drei der Billboard-Charts und verkaufte sich in der ersten Woche rund 100.000 mal. Trotz dieses guten Ergebnisses wird das Album in Hip-Hop-Kreisen als Misserfolg gewertet und der Band Ausverkauf vorgeworfen und verkaufte sich bis heute nur knapp 500.000 mal.

## Besonderheiten
- 50 Cent hat insgesamt sieben Gastauftritte auf dem Album.
- Die Lieder Have a Party und Outta Control sind Bonustracks. Beide wurden bereits zuvor veröffentlicht. Der Remix von Outta Control stammt aus 50 Cents Album The Massacre, wo es als Bonustrack der Special Edition benutzt wurde. Have a Party stammt aus dem Soundtrack des Films Get Rich or Die Tryin’.

## Titelliste
1. Smoke It (prod. von Havoc)
2. Put Em in Their Place (prod. von Havoc, Ky Miller & Sha Money XL)
3. Stole Something feat. Lloyd Banks (prod. von Havoc)
4. Creep feat. 50 Cent (prod. von Havoc)
5. Speaking so Freely (prod. von Havoc)
6. Backstage Pass (prod. von K Lassik)
7. Give It to Me feat. Young Buck (prod. von Profile)
8. Click Click feat. Tony Yayo (prod. von Havoc)
9. Pearly Gates feat. 50 Cent (prod. von Exile)
10. Capital P, Capital H (prod. von Product & Whitton)
11. Daydreamin (prod. von Chad Beat & Havoc)
12. The Infamous feat. 50 Cent (prod. von The Alchemist)
13. In Love with the Moula (prod. von Jonathan Rotem)
14. It’s Alright feat. 50 Cent & Mary J Blige (prod. von Havoc)
15. Have a Party feat. 50 Cent & Nate Dogg (prod. von Fredwreck Nassar)
16. Outta Control (Remix) feat. 50 Cent (prod. von Dr Dre & Mike Elizondo)

## Singleauskopplungen
- 2006 Have a Party
- 2006 Put Em in Their Place
- 2006 Give It to Me
- 2006 Creep